# Always Tell Your Wife
Always Tell Your Wife er en britisk stumfilm fra 1923 af Alfred Hitchcock, Seymour Hicks og Hugh Croise.

## Medvirkende
- Seymour Hicks som Jim Chesson
- Ellaline Terriss som Mrs. Chesson
- Stanley Logan som Jerry Hawkes
- Gertrude McCoy som Mrs. Hawkes
- Ian Wilson